# Tillsonburg
Tillsonburg (offiziell Town of Tillsonburg) ist eine Gemeinde im Südwesten der kanadischen Provinz Ontario. Sie liegt in der Regionalgemeinde Oxford County, im Québec-Windsor-Korridor. Tillsonburg hat den Status einer Lower Tier (untergeordneten Gemeinde).
Ursprünglich Siedlungsgebiet verschiedener Völker der First Nations, hier hauptsächlich der Anishinaabeg, reicht der europäisch geprägte Teil der Geschichte der heutigen Gemeinde zurück bis zur Ankunft europäischer Siedler die um 1825, damals noch unter dem Namen „Dereham Forge“, eine Siedlung gründeten. Bevor die Siedlung 1872 einen offiziellen Status als Stadt erhielt (englisch incorporated), wurde 1836 noch der Name in Erinnerung an einen der Gründerväter in Tillsonburg geändert.
Ein in dieser Gründungszeit 1881–1882 errichtetes und heute noch erhaltenes Gebäude, das Annandale House, gilt inzwischen als von historischem Wert und wurde am 4. Juni 1997 zur National Historic Site of Canada erklärt.

## Lage
Tillsonburg liegt am Big Otter Creek, einem kleinen Fluss, der in den südlich gelegenen Eriesee fließt. Die Gemeinde liegt dabei etwa 150 Kilometer Luftlinie südwestlich von Toronto bzw. etwa 40 Kilometer Luftlinie ostsüdöstlich von London.

## Demografie
Der Zensus im Jahr 2016 ergab für die Gemeinde eine Bevölkerungszahl von 15.872 Einwohnern, nachdem der Zensus im Jahr 2011 für die Gemeinde eine Bevölkerungszahl von noch 15.301 Einwohnern ergeben hatte. Die Bevölkerung hat damit im Vergleich zum letzten Zensus im Jahr 2011 schwächer als der Trend in der Provinz um 3,7 % zugenommen, während der Provinzdurchschnitt bei einer Bevölkerungszunahme von 4,6 % lag. Im Zensuszeitraum von 2006 bis 2011 hatte die Einwohnerzahl in der Gemeinde auch leicht schwächer als der Trend in der Provinz um 3,2 % zugenommen, während sie im Provinzdurchschnitt um 5,7 % zunahm.

## Verkehr
Tillsonburg liegt am King’s Highway 3, an der Einmündung des  King’s Highway 19. Außerdem wird die Gemeinde von zwei Eisenbahnstrecken der Canadian National Railway sowie der Ontario Southland Railway durchquert.
Westlich der Gemeinde liegt der örtliche Flughafen „Tillsonburg Regional Airport“ (IATA-Code: ohne, ICAO-Code: CYTB, Transport Canada Identifier: ohne) mit drei Start- und Landebahnen, von denen die längste eine Länge von 1677 Metern hat und asphaltiert ist.

## Persönlichkeiten
- Samuel Vance (1879–1947), Sportschütze
- Clara Sipprell (1885–1975), Fotografin
- Lloyd Andrews (1894–1974), Eishockeyspieler
- Stan Crossett (1900–1992), Eishockeyspieler
- Margaret Fishback Powers (* 1944), Kinder- und Jugendbuchautorin
- Steven Polgar (* 1956), österreichisch-kanadischer Eishockeyspieler und -trainer
- Danny Van Haute (* 1956), US-amerikanischer Radrennfahrer
- Jay Triano (* 1958), Basketballspieler und -trainer